# Karel Masopust
Karel Masopust, češki hokejist, * 4. oktober 1942, Praga, Češkoslovaška, † maj 2019.
Masopust je v svoji karieri igral za klube Sparta Praga, České Budějovice in INGSTAV Brno v češkoslovaški ligi, kjer je skupno odigral 474 prvenstvenih tekem in dosegel 114 golov. 
Za češkoslovaško reprezentanco je nastopil na enih olimpijskih igrah, kjer je bil dobitnik srebrne medalje. Za reprezentanco je skupno odigral dvanajst tekem, na katerih je dosegel tri gole.